# Дом Борщова
Дом Борщова в Костроме — памятник архитектуры эпохи классицизма, одна из крупнейших усадеб в городе первой четверти XIX в., имеющая исключительно важное градостроительное значение в застройке центра. Архитектор Н. И. Метлин.

## История

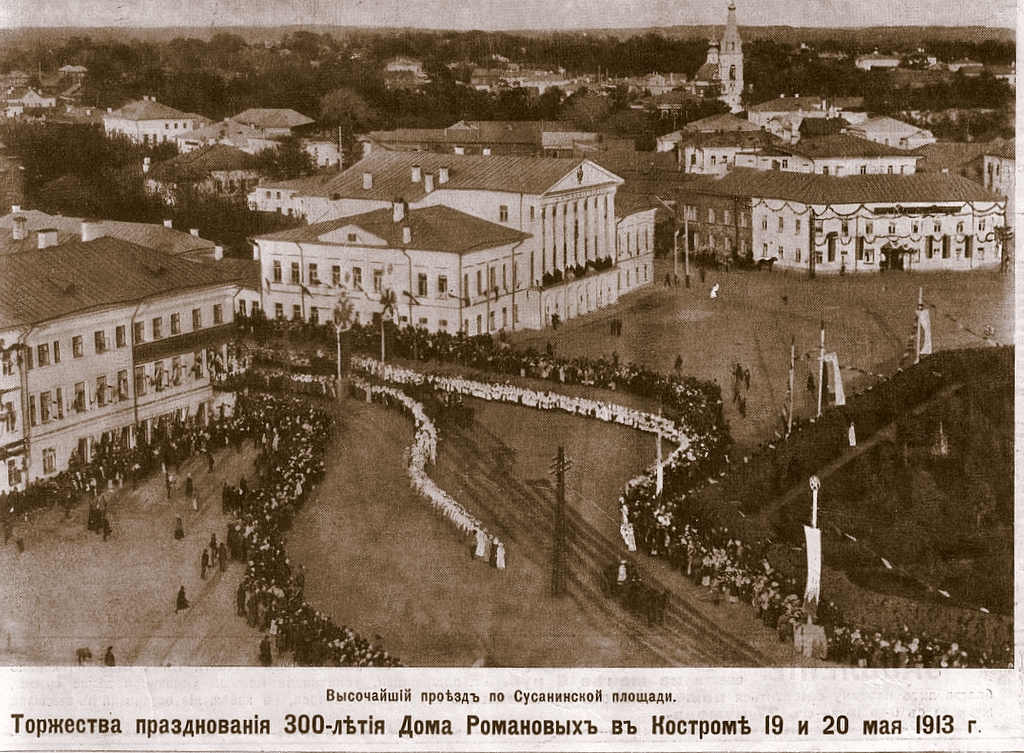
Празднование 300-летия царствования дома Романовых в Костроме 19-20 мая 1913 года. Высочайший проезд по Сусанинской площади. Фото Карла Буллы

В Костроме генерал-лейтенанту С. С. Борщову принадлежала старая усадьба с деревянными домами, находившаяся на центральной Екатеринославской (ныне Сусанинской) площади. После выхода генерала в отставку им в 1819 году было начато строительство каменного флигеля, а затем в 1824 году по проекту губернского архитектора Н. И. Метлина возводится величественный особняк в стиле классицизма.
Известно, что в нём останавливался Николай I, а также его сын, наследник престола Александр II со своим воспитателем, поэтом В. А. Жуковским, во время визита в Кострому в 1834 году.
В пожаре 1847 года дом сильно пострадал и был продан в неотстроенном виде наследником Борщова-старшего купцу А. А. Первушину из Александрова. Первушин отремонтировал его и предложил в 1852 году городу выкупить здание для размещения в нём присутственных мест за 25000 рублей серебром. Костромское начальство нашло покупку дома в казну весьма выгодным делом. Однако впоследствии, когда купец значительно надбавил цену на дом, дело с его покупкой стало затягиваться, обрастать перепиской, продавца просили «обождать» и т. д., пока, наконец, 12 октября 1857 года министр внутренних дел С. С. Ланской, бывший в 1830—1832 костромским губернатором, не наложил резолюцию:

«…полагаю настоящее дело о покупке сказанного дома оставить без последствий, а деньги употребить на постройку четырёх новых тюрем в Костромской губернии»— Кудряшов Е.В. Архитектурный ансамбль центра Костромы. – Кострома, 1993. – 64 с.; илл.
Получив отказ, Первушин устроил в здании роскошную гостиницу «Лондон». В 1870 году дом вместе с участком был, наконец, выкуплен городом и перестроен для окружного суда,а гостиница перенесена в здание через дорогу.

## Архитектура

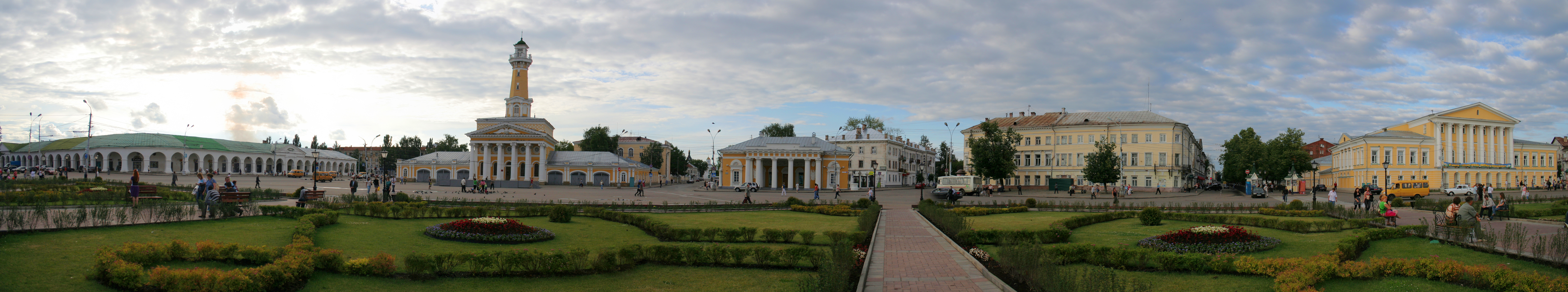
Панорама Сусанинской площади в Костроме. Справа дом генерала Борщова

Здание входит в ансамбль гражданской архитектуры Сусанинской площади наряду со Пожарной каланчой и Гауптвахты. Нахождение в глубине центральной открытой Сусанинской площади, крупный масштаб и представительность обусловливает его восприятие как общественного сооружения. Художественный облик здания является необходимым связующим звеном между парадной пожарной каланчой, нарядной гауптвахтой и официально-торжественными губернскими Присутственными местами.
Главное место в усадьбе занимает крупный жилой дом типа дворцового особняка, выходящий на площадь основным фасадом. Строгий портик с восемью коринфскими колоннами и крупным фронтоном определяет облик центральной трехэтажной части дома. Боковые симметричные крылья — двухэтажные, их торцы также украшены портиками. Весь нижний этаж обведен рустовкой.
Боковой фасад по проспекту Мира (бывш. Павловская улица) решен иначе и имеет только четырёхколонный портик. Вход с парадным вестибюлем сделан с улицы Шагова (бывш. Марьинская улица).

## Местонахождение
Кострома, Сусанинская площадь

Официальный адрес: 156000, Кострома, ул. Шагова, 1